# Budynek przy ul. Kościuszki 55 w Toruniu
Budynek przy ul. Kościuszki 55 w Toruniu – dawna ujeżdżalnia, następnie fabryka chemiczna znajdująca się przy skrzyżowaniu ul. Tadeusza Kościuszki z ul. Stefana Batorego w Toruniu.
W tym miejscu w XIX wieku funkcjonowała ujeżdżalnia koni. W 1902 roku kupił ją Gustaw Goetz. W 1910 roku zlecił w tym miejscu budowę ujeżdżalni i willi dla Ewalda Hoffmanna, właściciela przedsiębiorstwa budowlanego. Ujeżdżalnia była gotowa rok później. Po śmierci Goetza na przełomie 1911 i 1912 roku właścicielami ujeżdżalni zostali Ewald Hoffmann i Otto Pfeiffer. Wkrótce Pfeiffer zlikwidował ujeżdżalnię, a na jej miejscu stworzył fabrykę chemiczną. Po 1920 roku właścicielem zakładu został Teodor Rzymkowski, który prawdopodobnie od 1913 roku wynajmował część lub całość budynków fabryki.
W 2020 roku rozpoczęto przebudowę dawnej ujeżdżalni na budynek handlowy. 16 grudnia 2020 roku w budynku został otwarty sklep Aldi. Przebudowa została wyróżniona w konkursie architektonicznym Obiekt Roku 2019–2020.
Budynek figuruje w gminnej ewidencji zabytków (nr 1561).